# Parlement de Bretagne
Pour les articles homonymes, voir Palais du Parlement de Bretagne et Place du Parlement-de-Bretagne.

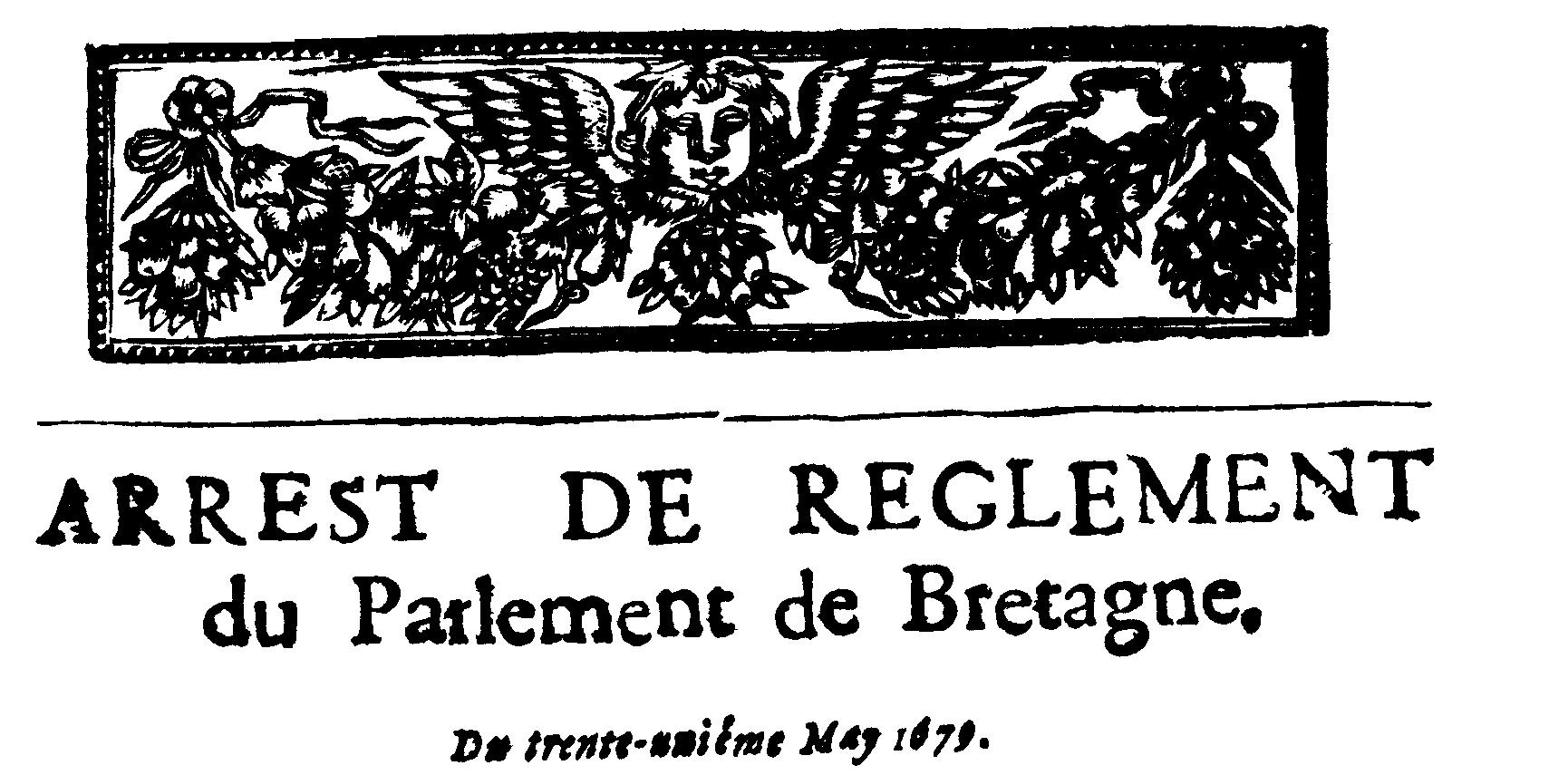
En-tête d'un arrêt de règlement du parlement de Bretagne (1679).

Le parlement de Bretagne est l'assemblée constituée dès le XIIIe siècle par le duc de Bretagne. Initialement sous le nom de « parlement général » il devient un parlement de l'Ancien Régime créé — sous sa forme finale — en mars 1554 par un édit d'Henri II, à la demande des Bretons. Il est financé intégralement par la province. L'assemblée siège de manière permanente dans le palais du Parlement de Bretagne à Rennes à partir de 1655 jusqu'à sa dissolution par la Révolution française en février 1790 (sauf un exil à Vannes de 1675 à 1690). Le parlement de Bretagne disparaît avec la Révolution lors de la suppression générale des institutions judiciaires d'Ancien Régime.

## Chronologie
- Dès le XIIIe siècle : le nom de « parlement » est donné aux assemblées de vassaux du duc de Bretagne (barons, évêques, abbés) se réunissant pour délibérer, le « parlement général » étant l'assemblée de tous les nobles du duché, réunie pour régler des affaires d'ordre judiciaire ou fiscal.
- 1382 : apparition auprès du duc d'une charge de « président de Bretagne » ou « président en parlement »[2].
- 1398 : un corps de conseillers spécialement affectés aux questions judiciaires est distingué du grand conseil.
- 1408 : le « parlement général » (assemblée la plus large) prend le nom d'« états de Bretagne », se distinguant du « parlement ordinaire »[2].
- 1477 : le duc François II défend contre le roi de France les privilèges des « Grands Jours que on dit le parlement de Bretagne ».
- 1485 (22 septembre) : afin de ne plus permettre les appels au parlement de Paris, François II décide l'établissement d'une cour souveraine qui doit siéger invariablement à Vannes du 15 juillet au 15 septembre de chaque année (en fait il semble qu'elle n'ait siégé qu'une fois, en 1486). Le nom de parlement de Bretagne, précédemment utilisé pour nommer les états de Bretagne, s'impose bientôt pour cette cour* [3].

- 1492 (7 juillet) : devenu maître de la Bretagne, le roi Charles VIII prend le contrôle de ses structures administratives : soumission du parlement de Bretagne, désormais appelé « Grands Jours », à l'appel à celui de Paris; suppression de la chancellerie en décembre 1493. Cette cour est appelée dans une ordonnance royale de novembre 1493 : « nostre parlement et Grand Jours en icelui pays ». Une bataille s'enclenche sur l'appellation, pour savoir s'il s'agit d'un « parlement » comme le parlement de Paris, c'est-à-dire d'une « cour souveraine » statuant en dernier ressort, sans appel ni cassation (et aussi s'il s'agit d'une cour permanente).

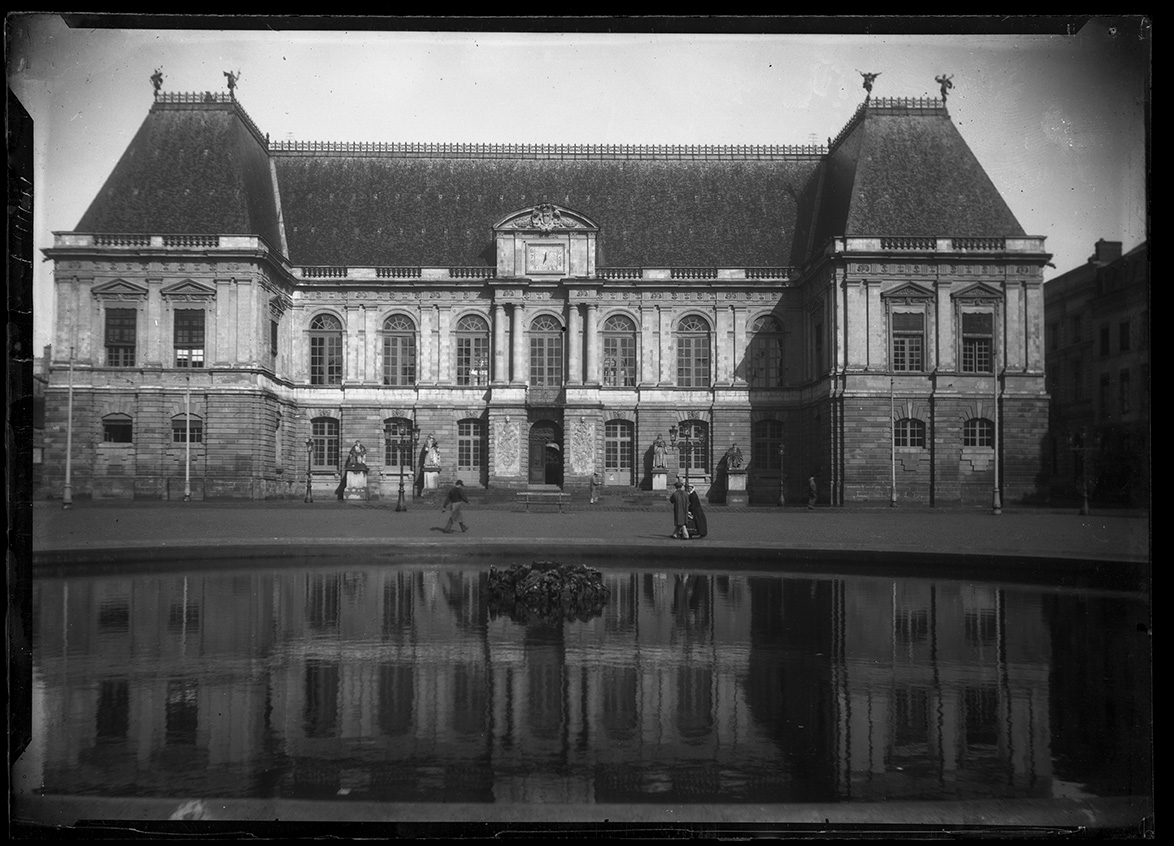
Parlement de Bretagne photographié par Paul Gruyer au début du XXe siècle

- Parlement de Bretagne photographié par Paul Gruyer au début du XXe siècle1493 : première session du premier jeudi de carême au samedi de Pâques (deuxième en septembre 1494, troisième en septembre 1495, sessions réunies à la convenance du roi, et sur convocation). La composition, au choix du souverain, est 8 conseillers clercs (ecclésiastiques) et 12 conseillers lais, dont plusieurs sont pris dans le parlement de Paris. Les deux présidents étaient Jean de Ganay, président au parlement de Paris, et Roland du Breil, sénéchal de Dinan puis de Rennes, président du parlement de Bordeaux (frère d'Olivier du Breil, sénéchal de Rennes, juge universel de Bretagne (1466), procureur général à la chambre des comptes de Bretagne (1444), président au parlement du duc de Bretagne en 1466).
- 1495 (27 novembre) : une ordonnance établit définitivement l'institution, qui se réunit chaque année du 1er septembre au 5 octobre, en même temps que les états de Bretagne.
- 1499 lors de l'union avec Anne de Bretagne Louis XII signe une lettre-traité de 13 clauses publiée le 19 janvier ou il rétablit le parlement de Bretagne comme « cour souveraine » ainsi que la chancellerie, le conseil, la chambre des comptes, la trésorerie et la justice[4].
- 1500 (12 septembre) : une ordonnance de Louis XII fixe le lieu des sessions à Vannes, qui est également le lieu de réunion le plus fréquent des états (le nom employé est « parlement » et non « Grands Jours »).
- 1512 : le second président (breton) du Parlement, Maure de Quenec'hquivilly, reprend le titre de « président de Bretagne ».
- 1515 (27 juillet) : François Ier confirme « les ordonnances et constitutions du parlement dans leur forme et teneur » et le privilège de Vannes de l'héberger.
- 1522 : les états de Bretagne font remontrance au roi d'une infraction aux engagements pris : « nul ne doibt estre receu au parlement de Bretagne qu'il ne soit originaire du pays ou conseiller en la cour du parlement de Paris ».
- 1526 (12 novembre) : un édit de François Ier ajoute 10 conseillers aux 29 existant à l'époque, et un troisième président. Il y a deux chambres siégeant « concurremment » et ayant les mêmes pouvoirs. Les effectifs doivent être partagés à peu près également entre ecclésiastiques et laïcs et entre Bretons et non-Bretons. La durée des sessions est portée de 35 à 50 jours.

- 1532 : union de la Bretagne à la France (en septembre, François Ier s'engage à entretenir la justice « en la forme et manière accoutumée, c'est à savoir le parlement, conseil et chancellerie, chambre des comptes, assemblée des états »).
- 1547 (16 juillet) : Henri II supprime 13 charges (les faisant passer de 39 à 26) et revalorise fortement les gages (qui étaient très bas, entraînant un fort absentéisme), mais il crée une troisième chambre.
- 1549 : une nouvelle réforme de la justice provoque le transfert du parlement de Vannes à Nantes.
- 1552 (26 septembre) : les états de Bretagne revendiquent clairement la création d'un « parlement ordinaire » (c'est-à-dire ne siégeant pas que 50 jours par an) avec des pouvoirs égaux à ceux du parlement de Paris (sans possibilité d'appel de l'un à l'autre).
- 1554 (mars) : création du parlement de Bretagne (cour souveraine) par l’édit de Fontainebleau, siégeant alternativement à Rennes (août – octobre) et à Nantes (février – avril). Les magistrats de l'ancien « parlement » sont intégrés de droit au nouveau. Le roi Henri II ordonne une consultation générale sur le siège des villes ayant députation aux états de Bretagne. Ces dernières préfèrent Nantes à 57 %[5].
- 1554 (2 août) : première session à Rennes suivie de la deuxième à Nantes le 4 février 1555.
- 1557 (juin) : fixation à Nantes des deux sessions : chaque session partagée entre la Grand-Chambre et la Chambre des enquêtes. Soixante juges.
- 1561 (4 mars) : fixation à Rennes des deux sessions (couvent des Cordeliers).
- 1575 (décembre) : création de la chambre criminelle, la Tournelle.
- 1580 (septembre) : création de la chambre des requêtes, rendant des sentences elles-mêmes sujettes à appel devant le parlement.
- 1591 : début des prolongations des sessions, sans augmentation des gages.
- 1598 (20 mars) : amnistie des parlementaires ligueurs de la Cour établie à Nantes en 1589 par le Philippe-Emmanuel de Lorraine, duc de Mercœur.
- 1599-1600 : interdiction des magistrats de la séance d'août.
- 1600 (juillet) : les sessions deviennent semestrielles : février à juillet et août à janvier.
- 1631 : conflit avec Richelieu à la suite de la restauration du droit d'ancrage.
- 1668 (22 janvier) : création de la chambre de réformation de la noblesse de Bretagne (qui siège jusqu'en 1671).
- 1675 (18 septembre) : Louis XIV transfère la cour à Vannes pour punir Rennes d'avoir participé à la révolte du papier timbré.
- 1690 (1er février) : première séance à la suite du retour de la cour à Rennes.

Carte des parlements de France en 1789.

- 1704 (février) : création d'une chambre d'appel des affaires concernant les eaux et forêts ; chambre réunie peu de temps après au corps des officiers.
- L’incendie de Rennes de 1720 épargne le bâtiment grâce au premier président du parlement de Bretagne, Pierre de Brilhac, qui a fait remplir les plombs entourant le bâtiment d'eau[6].
- 1724 (mars) : une seule séance annuelle du 12 novembre au 24 août et création d'une chambre des vacations pour certaines affaires durant les vacances ; une deuxième chambre des enquêtes est créée ainsi qu'une deuxième chambre des requêtes pour une courte durée.
- 1769 (15 juillet) : rétablissement du parlement dans son intégrité après l'affaire du duc d'Aiguillon (1766).
- 1771 (septembre) : suppression du parlement en conséquence du coup de majesté suggéré à Louis XV par le chancelier de Maupeou.
- 1774 (septembre) : rappel du parlement à la suite de l'avènement de Louis XVI.
- 1788 : très forte opposition du parlement aux édits fixant la création de « grands bailliages ». Le parlement refuse de nommer des députés aux états généraux.

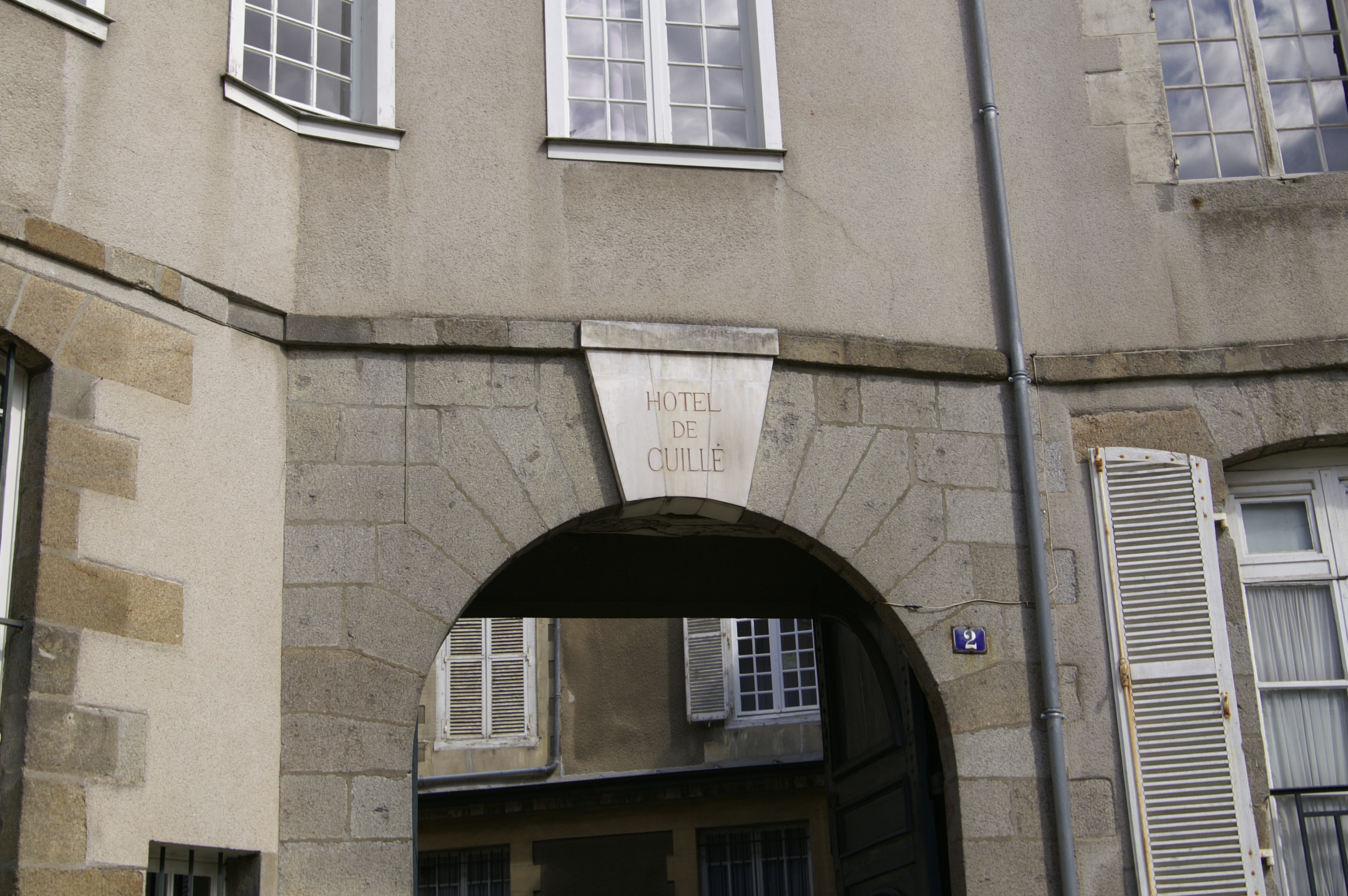
Porte d’entrée de l'Hôtel de Cuillé

 Le 2 juin 1788, après que le Parlement de Bretagne se fut opposé au Roi, celui-ci lui interdit de se réunir et les troupes chassent les conseillers du palais. Jacques Gabriel Annibal de Farcy, un des présidents à mortier, leur propose de se réunir dans son Hôtel de Cuillé.
- 1789 : dernière séance.
- 1790 (3 février) : fin de l'existence légale. Cependant l'annulation, du seul fait de l'Assemblée Constituante française, par un acte unilatéral, n'a jamais été entérinée par les parlementaires bretons, qui l'ont déclaré, le même jour « de nullité absolue et à perpétuité » par la voix du président à mortier du Parlement Jean-Baptiste Le Vicomte de la Houssaye convoqué à l'Assemblée le 8 janvier 1790 déclarant que celle-ci était illégalement constituée et que les députés bretons n'avaient pas été légalement mandatés (Thèse Toublanc) et par la voix de René-Jean de Botherel du Plessis, procureur général des états de Bretagne qui a publié un texte (Protestations)[7] où il déclare formellement s'opposer aux décrets de l'Assemblée[8]. Il charge les citoyens de l'Europe future de la promulguer. La protestation[9] étant un acte de droit public pour s'opposer officiellement à un acte unilatéral contraire au droit des traités.
- 1804 : le palais du Parlement abrite la cour d'appel de Rennes.
- 1994 (5 février) : incendie du palais du Parlement à la suite d'une manifestation de marins pêcheurs durant la visite du Premier ministre, M. Édouard Balladur. Le centre-ville de Rennes est par ailleurs gravement endommagé, le service d'ordre dont l'essentiel était mobilisé pour assurer la sécurité du Premier ministre, n'ayant pu contenir les troubles.
- 1999 : après cinq ans de travaux à la suite d'un incendie, la cour d'appel peut reprendre son activité dans le Parlement.

## Rôle du Parlement sous l'Ancien Régime
Comme les autres parlements de France sous l'Ancien Régime, le parlement de Bretagne est une cour de justice, cour souveraine rendant principalement des arrêts sur appel des sentences de juridictions inférieures.
Les parlements possédaient également des prérogatives législatives les autorisant à affirmer une certaine autonomie à l'égard du pouvoir royal. Les Bretons étant intéressés à défendre les droits de la province préservés par le traité d'union avec la France, les « libertés bretonnes », l'exercice de ce pouvoir de contestation par le parlement breton tint une place dans la vie de cette institution et par conséquent dans la vie de toute la province. Il est également un organe de contrôle royal car l’organisation hiérarchisée des justices royales et les fonctions administratives qui lui reviennent lui donnent une autorité sans précédent et longtemps sans équivalent sur la société bretonne.
À cette motivation de résistance aux innovations royales, s'est mêlée la défense de ses attributions institutionnelles et comme corporation aristocratique celle des privilèges de la noblesse. Il est selon les moments et les situations le rival ou l’allié de la seconde grande institution locale des États de Bretagne.

## Compétence judiciaire
Si par sa vocation première, le parlement de Bretagne est essentiellement occupé par les appels des jugements rendus dans son ressort tant en matière civile qu'en matière criminelle, il avait à instruire et à intervenir comme juridiction de première instance dans une large palette de procès et questions particulières qui échappaient pour des motifs divers aux compétences des autres juridictions de la province.
Les officiers des amirautés doivent être reçus par la Chambre des requêtes (examen de la loi et information de « bonnes vie et mœurs », sentence de réception).

### Première instance
- affaires relatives aux « privilèges, prérogatives et prééminences des anciens barons de Bretagne »
- affaires concernant les chapitres ; les fiefs des évêques (régaires)
- affaires concernant les officiers royaux et les ecclésiastiques (à la suite de « lettres de committimus »)
- affaires survenues dans l'enceinte du parlement
- abus ou malversation des greffiers, huissiers et procureurs
- affaires concernant les privilèges des villes, communautés et paroisses
- établissement des règlements des foires et marchés
- questions de police générale (sur demande du parquet)
- affaires de « prises à partie »
- contestations des juges relatives à leurs charges
- conflits de juridiction
- contestations contre les taxes et épices
- questions de choix de la juridiction pour les affaires de saisie dans plusieurs ressorts
- questions de tutelle, ou concernant les « interdits » et insensés

### Appelsomisso medio
- appels « comme de juge incompétent »
- appels de juridictions royales concernant le « possessoire » des bénéfices (hors présidiaux)
- appels de « déni de justice » et de « renvoi »
- appels des jugements rendus par le juge prévôt, conservateur des privilèges de l'université de Nantes
- appels des juridictions des régaires ou des chapitres
- appels « comme d'abus »
- appels des « saisies réelles » et simples permissions de saisir
- appels des baux judiciaires, des « bannies », des adjudications d'immeubles
- appels des sentences rendues sur la qualité d'« héritier bénéficiaire »
- appels des sentences consulaires et arbitrales

### Procès civils
En ce qui concerne les arrêts de la Grand-Chambre et si on ne tient pas compte de quelques procès ayant duré plus de dix ans, le délai entre la sentence de première instance (présidial) et l'arrêt d'appel est de deux à trois ans jusqu'au début du XVIIIe siècle, mais augmente régulièrement et dépasse cinq années à la fin du siècle.
Pour le même échantillon d'arrêts, le parlement confirme le jugement dans 60 % des cas ; il est cassé dans 30 % des cas, quelques-uns étant l'objet d'une évocation devant la Cour (restent moins de 10 % d'arrêt avant faire droit…). Plus de la moitié des procédures concernent des questions de successions, de propriété et d'obligation.

## Compétence administrative
Le parlement de Bretagne possédait quelques prérogatives administratives telle que la tutelle des paroisses ou la police générale. Les contentieux et doléances dont il était instruit lui permettaient d'être informé des difficultés assez générales pour justifier des arrêts dits de règlement dépassant le cadre strictement judiciaire. De même, les ordonnances et édits royaux pouvaient demander une adaptation plus ou moins immédiate. Une des grandes innovations des lois des 16 et 24 août 1790 sera d'ailleurs la distinction des tribunaux judiciaires et administratifs.
Les paroisses devaient demander son accord avant toute levée de deniers destinée à ses besoins propres (réparations) : on dénombre ainsi quarante demandes de paroisses bretonnes pour un semestre de 1693.
Les recteurs devaient faire la publicité de ces arrêts, les plus généraux étant parfois appelés « arrêts de règlement », ainsi beaucoup des arrêts rendus sur remontrance du procureur général du roi se terminaient-ils par la formule : « lequel sera imprimé, lu, publié, enregistré et affiché à l'issue des grandes messes paroissiales et partout où besoin sera. » sans qu'on sache d'ailleurs qui décidait cette répartition.

## Composition
Le nombre et le rôle de parlementaires a varié au cours du temps.
Sous les ducs de Bretagne, la composition était très variable. D’abord composés essentiellement des personnages importants, ils sont remplacés par des juristes.

### Effectifs
La composition initiale est fixée par l’édit de Fontainebleau de mars 1554 : 4 présidents et 32 conseillers (plus un procureur général et 2 avocats généraux), recrutés pour moitié parmi les « originaires » (c'est-à-dire les Bretons) et pour moitié parmi des « non-originaires » (appelés aussi les conseillers « françois », venant pour la plupart de Normandie, d'Anjou, de Touraine ou de Poitou), ceci afin d'éviter que l'institution ne devienne un foyer de particularisme provincial. Les « originaires » sont pour la plupart des gentilshommes bretons appartenant à la noblesse d'épée, les « non-originaires » étant plutôt issus de la noblesse de robe ou de la bourgeoisie. 8 nouveaux offices de conseillers sont ajoutés dès 1556, et 4 offices « non-originaires » en 1557 (réservés à des maîtres des requêtes et conseillers du parlement de Paris). En 1570, le roi Charles IX supprima des offices pour exclure les huguenots de la Cour (en principe 13 offices, mais certains se maintinrent par une profession de foi catholique). En 1575, une chambre criminelle, la « Tournelle », étant constituée, 2 présidences et 12 offices de conseillers, dont 7 non-originaires, sont ajoutés. 2 présidences furent ajoutées en 1580. En 1581, pour des raisons surtout fiscales (l'accès aux offices étant conditionné par l'acquittement de la « finance », d'ailleurs très élevée), 16 nouveaux offices sont créés, dont en principe 8 de conseillers-clercs (c'est-à-dire ecclésiastiques), mais la Cour oppose sa force d'inertie à cet élargissement, et finalement seuls les 8 offices laïcs sont vraiment créés en 1588.
Par la suite, l'institution résista toujours à l'élargissement de ses effectifs. Il y eut quand même 4 offices de conseillers créés en 1631, et 9 présidences et 10 offices de conseillers (dont 8 charges pour les « originaires ») lors d'une grande réforme qui eut lieu en 1704.
Au milieu du XVIIIe siècle, la composition donnée par l'Encyclopédie Diderot-D'Alembert est la suivante : un premier président, neuf présidents à mortier, six présidents aux enquêtes, deux aux requêtes, quatre-vingt-quatorze conseillers, douze commissaires aux requêtes, un procureur général, deux avocats généraux ; plus cinq greffiers, dix-neuf huissiers, et cent quarante avocats et cent huit procureurs.

### Divisions
En 1557, les effectifs étant répartis entre session de février (de février à avril) et session d'août (d'août à octobre), on distingua une grand-chambre, avec deux présidents et quinze conseillers dont huit non-originaires, et une chambre des enquêtes, avec deux présidents et onze conseillers (six français et cinq bretons). En 1575 s'ajouta la Chambre criminelle (la « Tournelle »), composée d'un personnel pris à tour de rôle dans la Grand-Chambre et la Chambre des Enquêtes. Une chambre spéciale pour les affaires d'eaux et forêts, pêche et chasse, fut créée par la réforme de 1704. Celle de 1724, qui supprima les deux sessions et rendit le parlement annuel, comme celui de Paris (du lendemain de la Saint-Martin, le 12 novembre, à la Saint-Barthélémy, le 24 août), créa une seconde chambre des enquêtes et une chambre des requêtes pour le service ordinaire et une chambre des vacations pour la période des vacances.

### Liste des premiers présidents
Voici la liste des premiers présidents (d'origine extérieure à la Bretagne sauf le dernier ; de 1493 à 1554, présidents au parlement de Paris, sauf Antoine Le Viste qui ne l'est qu'à partir de 1523, venant en Bretagne seulement pour la session de 35, puis 50 jours, et pas tous les ans)

### Liste des seconds présidents, «présidents de Bretagne», de 1493 à 1554
Le titre de « président de Bretagne », qui existait depuis 1382, disparaît avec la création du parlement souverain en 1554.

## Archives
Les archives du parlement de Bretagne n'ont pas subi de destructions particulières ; réparties entre les nombreuses sections de la sous-série 1 B, elles sont conservées par les archives départementales d'Ille-et-Vilaine. Si les fonds du criminel (appels ; 1 B g et 1 B n) ont été la base de nombreux mémoires et thèses d'histoire, les fonds des chambres civiles n'ont à peu près pas été exploités.